# Biel (Slovacchia)
Biel (in ungherese Bély) è un comune della Slovacchia facente parte del distretto di Trebišov, nella regione di Košice.